# 쇼트 (드라마)
《쇼트》는 2018년 2월 12일부터 2018년 2월 20일까지 OCN에서 방영된 드라마이다.

## 등장 인물

### 주요 인물
- 강태오 : 강호영 역
- 여회현 : 박은호 역

### 그 외 인물
- 김도연 : 유지나 역 - 맹만복의 사촌동생
- 박소은 : 맹만희 역 - 맹만복의 동생
- 노종현 : 맹만복 역 - 강호영의 고향친구
- 유하준 : 손승태 역 - 쇼트트랙의 레전드 국가대표 선수 출신 감독
- 박준면 : 만복 모 역 - 맹만복과 만희의 어머니, 만복식당 운영
- 유하복 : 박훈 역 - 박은호의 아버지, 강백재단 이사장
- 강신구 : 김중배 역
- 민경진 : 강호동 역 - 호영의 할아버지, 수제 스케이트화 제작의 달인
- 김욱 : 오 트레이너 역 - 강백재단 쇼트트랙팀 트레이너
- 경성환
- 안은상
- 민경수
- 박성균
- 양대혁
- 성낙경
- 강지훈
- 김용진
- 김재일

## 촬영지
- 인천대학교
- 선학국제빙상경기장